# Literarna teorija
Literarna teorija je veda, ki preučuje in razlaga pojavnost literature z vseh mogočih perspektiv, z uporabo metod literarne analize. Z vidika t. i. literarnih zvrsti oz. žanrov delimo literaturo na sledeče sklope:
- epika (pripoveduje o dogodkih, osebah, krajih)
  - vezana besedila (balada, romanca, ep)
  - nevezana besedila
- lirika (izpoveduje notranja občutja, razpoloženja, stanja)
  - vezana besedila (S. Kosovel, Kras)
  - nevezana besedila
- dramatika (prikazuje dogajanje z govorom in s kretnjo)
  - vezana besedila (W. Shakespeare, Romeo in Julija)
  - nevezana besedila (A. T. Linhart, Županova Micka)

Glavne panoge literarne teorije, po eni od sicer starejših delitev, so stilistika (študij sloga), metrika (raziskovanje meroslovja) in poetika (preučevanje oblik besedne umetnosti).